# Wappen der finnischen Region Österbotten
Wappen der finnischen Region Österbotten

Diese Seite zeigt Wappen der finnischen Städte und Gemeinden  der Region von Österbotten.

## Städte und Gemeinden

Österbotten
Isokyrö
Jakobstad
Kaskinen
Korsholm
Korsnäs
Kristinestad
Kronoby
Laihia
Larsmo
Malax
Nykarleby
Närpes
Pedersöre
Vaasa
Vörå

- Österbotten[1]
- Isokyrö[2]
- Jakobstad[3]
- Kaskinen[4]
- Korsholm[5]
- Korsnäs[6]
- Kristinestad[7]
- Kronoby[8]
- Laihia[9]
- Larsmo[10]
- Malax[11]
- Nykarleby[12]
- Närpes[13]
- Pedersöre[14]
- Vaasa[15]
- Vörå[16]

## Wappen aufgelöster und alter Gemeinden

Alaveteli
Bergö
Björköby
Esse
Jeppo
Korsholm[22] (1960 bis 1975)
Kronoby[23] (1955 bis 1974)
Kvevlax
Lappfjärd
Malax
Maxmo
Munsala
Nykarleby landskommun
Oravais
Pedersöre[31] (1958 bis 1984)
Petalax
Purmo
Pörtom
Replot
Sideby
Solf
Terjärv
Tjock
Vähäkyrö
Vörå
Övermark

## Wappenbeschreibung
1. ↑  In Rot eine goldene Wasa-Garbe und  darüber das goldene  Schildhaupt mit vier (2;2) roten flüchtenden Hermelinen
2. ↑  In Gold ein rotbewehrter rotgezungter schwarzer aufrechter Bär mit einem grünen Zweig
3. ↑  In Gold mit dem blauen Wellenschildfuß ist ein  roter gezinnter Mauerturm aus dem ein blauer Löwe, rotbewehrt, rotgekrönt und auch so bezungt, wächst und mit der rechten Hand ein blaues Schwert mit roten Griff schwingt. Auf dem Schild ruht eine flache Perlenkrone.
4. ↑  In Blau und Silber geteilt ; vorn ein silberner Stechpaddel und hinten ein grüner Lorbeerzweig
5. ↑  In Rot sind waagerecht zwei und senkrecht drei goldene Fäden zum Kreuz gestellt und ein goldener Kreis  liegt darüber
6. ↑  In Blau zwei silberne Harpunenspitzen als Schrage gekreuzt und mit kurzem goldenem Stielansatz. Darüber ein goldenes Tatzenkreuz.
7. ↑  In Silber und Blau mit Wellenschnitt gespalten. Vorn elf (3, 3, 3, 2) Bäume in Grün. Auf dem Schild ruht eine flache Perlenkrone
8. ↑  In Rot ein goldenes Kleeblattkreuz mit einer Krone und der untere Kreuzarm ist in einer Schaufel umgeformt
9. ↑  In Grün ein silbernes Eichhörnchen auf einem goldenen Ast sitzend und einen goldenen Zapfen nagend
10. ↑  In Blau ei zweimastiges Fischerboot in Silber mit Gaffelsegen
11. ↑  In Blau mit silbernem Wellenschildfuß in Silber drei (2;1) Schloßplatten
12. ↑  Im blauen goldgekrönten Schild ein aufrechstehendes goldenes Fass mit drei roten Flammen brennend
13. ↑  In Rot ein silberner offener Flug auf dem ein goldenes Seebblatt aufliegt
14. ↑  In Rot eine goldene Ähre von drei goldenen Kleeblättern begleitet
15. ↑  In Rot eine goldene Wasa-Garbe Um den Schild hängt   das Kreuz der Freiheit mit einem Lorbeerkranz und  Schwert
16. ↑  In Blau eine  silberne  Wasserfrau mit einem silbernen Kleeblatt in der linken und einem silbernen Fisch in der rechten Hand
17. ↑  In Rot ein goldenes Tatzenkreuz über einer ebenso gefärbten Schaufelblatt
18. ↑  In Rot eine nach rechts gebogene goldene Robbe
19. ↑  In Rot ein goldenes Posthorn mit drei daran hängenden Birkenblätter über einem Wellenschildfuß in Gold
20. ↑  In Gold ein blauer Wellenbalken unter dem vier blaue Glockenblumenblüten als Kreuz gelegt.
21. ↑  In Rot zwei goldene zusammengebundene Kummet -Teile
22. ↑  in Rot ein irisches Steinkreuz auf einem goldenen Dreiberg
23. ↑  In Gold ein roter Balken mit einer goldenen Krone
24. ↑  In Blau eine goldene Lilie mit zwei goldenen Sternen darüber
25. ↑  In Rot eine goldene gebundene Garbe über einem silbernen erhöhten Wellenschildfuß mit einem roten Wellenbalken
26. ↑  In Blau ragen  aus einer silbernen Linksflanke zwei  silberne Türscharniere
27. ↑  In Blau eine  silberne  Wasserfrau mit einem silbernen Kleeblatt in der linken und einem silbernen Fisch in der rechten Hand
28. ↑  In Blau mit dem goldenen Balken fliegen oben zwei silberne Schwäne
29. ↑  In Rot zwei verschränkte goldene Halbmonde unter einer goldenen Krone
30. ↑  In Blau ein nach rechts gelegter silberner Steinhammer von zwei silbernen Granaten mit goldenem Zündfeuer Gold
31. ↑  In Rot ein goldenes Kreuz mit verdickten Enden von einem goldenen Seil als Bord umgeben
32. ↑  In Blau ein silberner unten gezähnte Balken von zwei Fünfblatt (Kartoffelblüte) mit goldenem Butzen umgeben
33. ↑  In Blau ein widersehender goldener Luchs mit ausgeschlagener roter Zunge auf einem goldenen Dreiberg
34. ↑  In Blau und Silber geteilt mit einem gespiegelten Fünfeck mit Einschnitt in verwechselten Farben
35. ↑  In Rot ein abgerissener goldener Adlerkopf  im Profil
36. ↑  Der Tannenzweigschnitt spaltet in Silber und Grün
37. ↑  In Rot vier goldene Windmühlenflügel in senkrechter Stellung
38. ↑  In Rot ein goldenes Kleeblattkreuz über einem silbernen Wellenschildfuß
39. ↑  In  roten Wappen sind zwei schräge rote Knotenkreuze in einem goldenen Balken
40. ↑  In Blau eine zweihenklige flache Vase mit drei goldenen Ähren
41. ↑  In Gold eine nach schrägrechts gelegte schwarze Bärentatze von zwei grünen Kleeblattkeuzen begleitet
42. ↑  In Blau ein rechter silberner Wellenschrägbalken und von zwei silbernen Garben begleitet